# Myriam Harry
Myriam Harry, pseudonym för Maria Rosette Shapira, född den 21 februari 1869 i Jerusalem, död den 10 mars 1958 i Neuilly-sur-Seine, var en fransk författare. Hon var dotter till Moses Wilhelm Shapira.
Harry gjorde sig känd genom skildringar från Österlandet, Passage de bédouins (1899), Petites épreuves (1902), Conquête de Jérusalem (1904; svensk översättning "Eröfringen af Jerusalem", 1906), Paradénia (1906) och L'île de volupté (1908).